# えびふらい
えびふらい（5月6日 - ）は、日本の漫画家。

## 略歴
1989年（平成元年）デビュー。主に成人向けの漫画を描いている。同業の作家ねりわさびとは30年以上の交流がありコミックマーケット等の同人誌即売会で幾度となく合体サークル「ででぽっぽ」（えびふらい）「ぢゃっからんたん」（ねりわさび）として参加しており合同誌も複数製作しているほどだった。しかし2019年頃に「20年来の金銭問題」で絶縁状態にあることが明かされている。
基本的に女性は猫耳美少女もしくは猫耳美女の姿で描かれるが、男性は寸詰まりの服を着た目の大きな猫を思わせるデザインで描かれるのが特徴だが劇中に普通の人間が登場する場合は性別問わずちゃんとした人間の姿で描かれる。
軍事マニアでもあり、しばしば軍事ネタを作品に用いている。但し、本人の弁によると「銃よりも軍服の方が圧倒的に好き」「ガンマニアとはあまり話が合わない」とのこと。

## 主な作品
- 「愛しのえびせんべい」 富士美出版、1991年
- 「楽園の果てに」久保書店、1992年（ISBN 4-7659-0312-5）
- 「夢で逢えたら」 富士美出版、1992〜1993年
  1. ISBNなし
  2. ISBN 4-89421-006-1
  3. ISBN 4-89421-043-6

  - 「夢で逢えたら」（再版） 蒼竜社、1999〜2000年
    1. ISBN 4-88386-024-8
    2. ISBN 4-88386-032-9
    3. ISBN 4-88386-040-X
- 「毎日がWONDER LAND」 富士美出版、1995年（ISBN 4-89421-105-X）
- 「おしえて・お姉さん」 茜新社、2003年（ISBN 4-87182-602-3）
- 「ねこだま SPIRIT OF TAILS」 講談社、2005年（ISBN 978-4-063492-10-1）
『月刊マガジンZ』2004年3月号、2004年9月号〜2005年7月号連載
- 「萌えわかり! 軍装ビジュアルガイド」 モエールパブリッシング、2007年（ISBN 978-4-903705-06-4）（峠比呂、梓幸雅との共著）

※ 『ねこだま』『萌えわかり! 軍装ビジュアルガイド』以外は成人向け